# Пувуасау
 Тази статия е за селището в Португалия.  За общината вижте Пувуасау (община).  
Пувуасау (на португалски: Povoação) е селище на Азорските острови в Португалия. Населението му е около 2161 души (2011).
Разположено е на брега на Атлантическия океан, в югоизточната част на остров Сау Мигел. Пувуасау е най-старото населено място на острова, основано през 1432 година от Гонсало Велю Кабрал.